# Iujni (Oktiabrski)
Iujni - Южный (rus) - és un possiólok del krai de Krasnodar, a Rússia. Es troba a la riba dreta del riu Sredni Txelbas, a 25 km al sud-oest de Pàvlovskaia i a 109 km al nord-est de Krasnodar, la capital. Pertany al municipi d'Oktiabrski.